# Estádio Independência
Estádio Independência, officiellt Estádio Raimundo Sampaio, är en fotbollsarena i Belo Horizonte, Brasilien. Arenan byggdes under 1947–1950, och invigdes den 25 juni 1950. Arena demolerades, bortsett från omklädningsrummen, under 2010. Den renoveras för att kunna användas under Världsmästerskapet i fotboll 2014.
Arenan användes i tre matcher under Världsmästerskapet i fotboll 1950, under namnet Estádio Sete de Setembro.

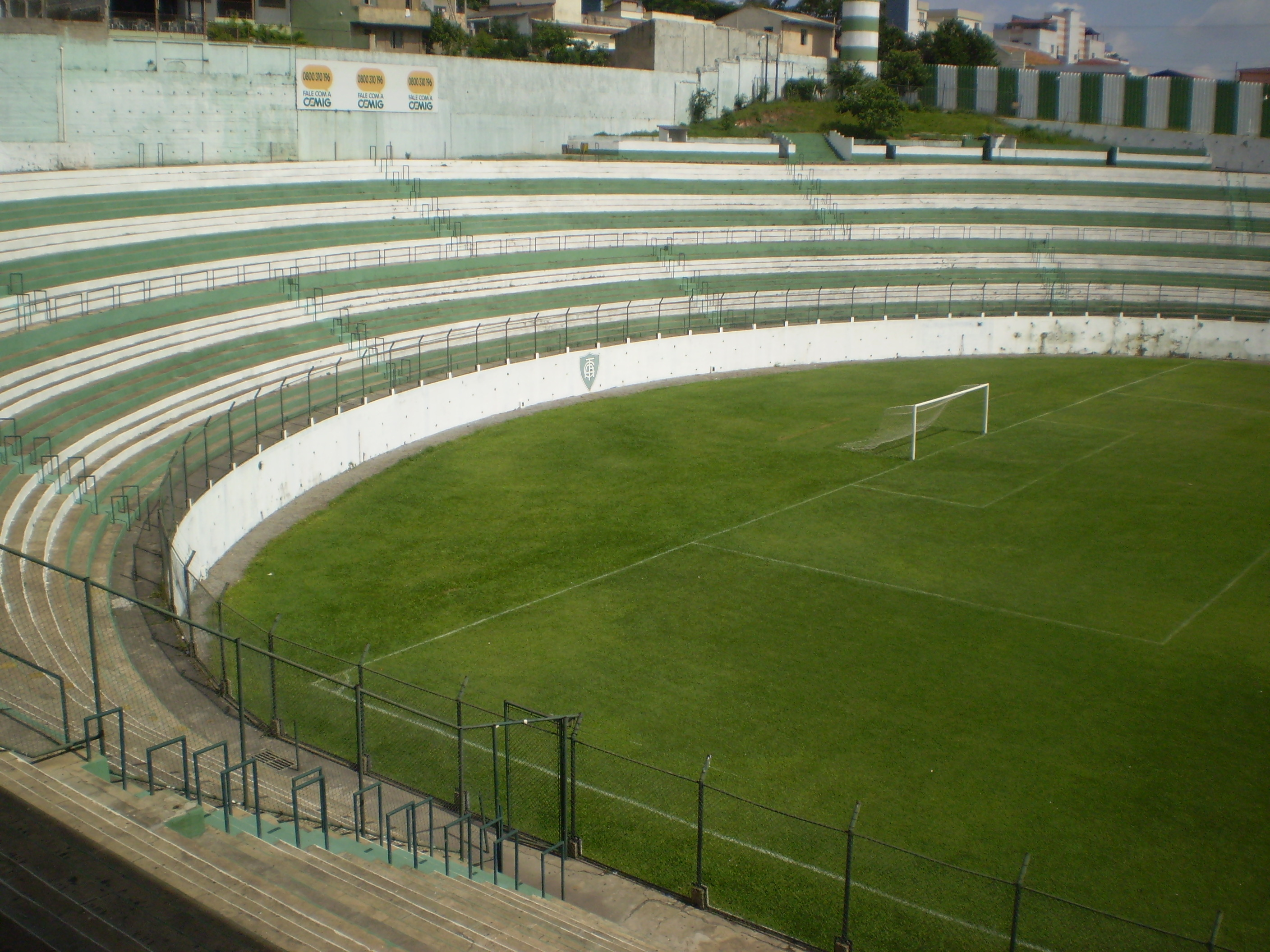
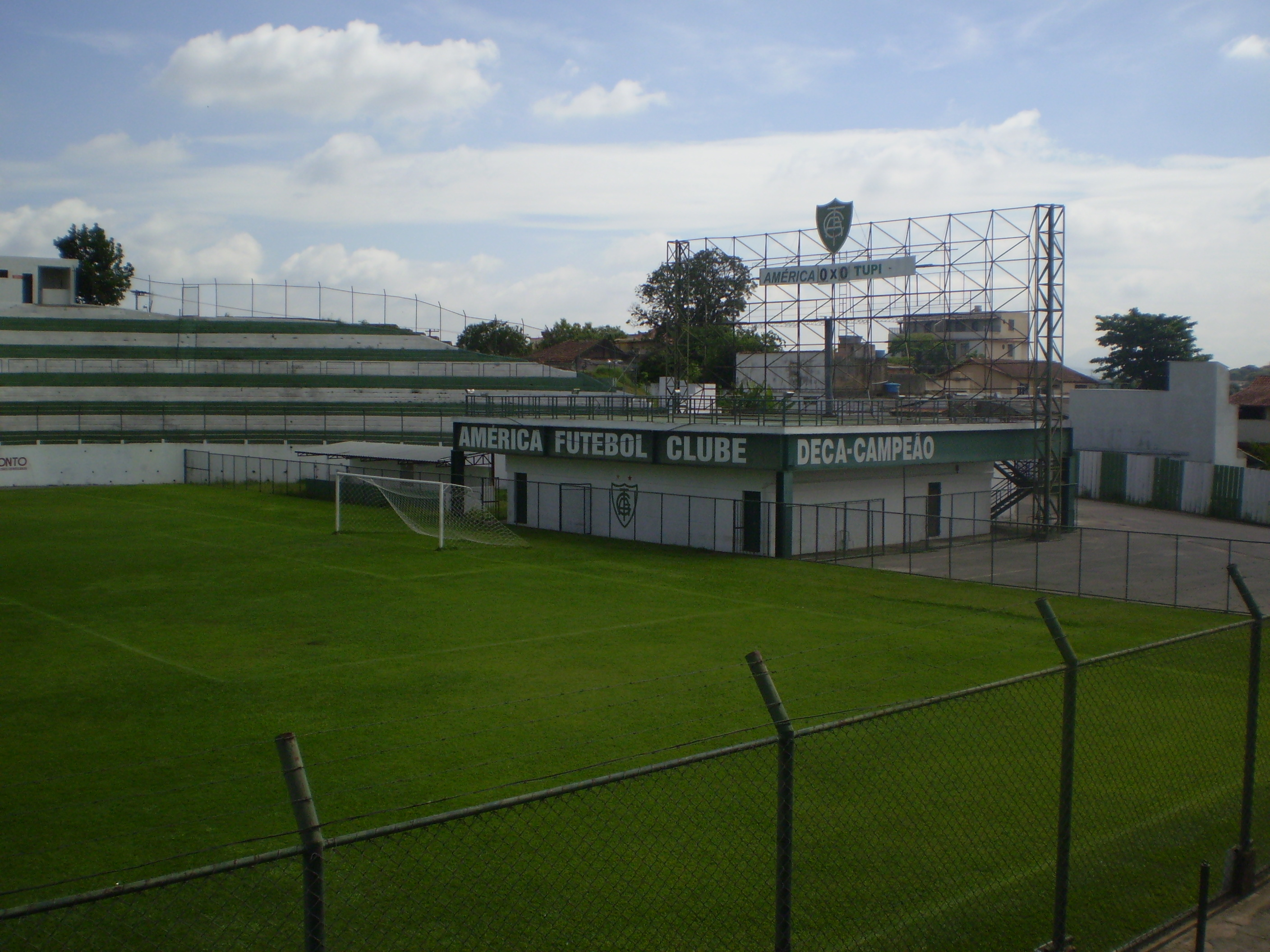
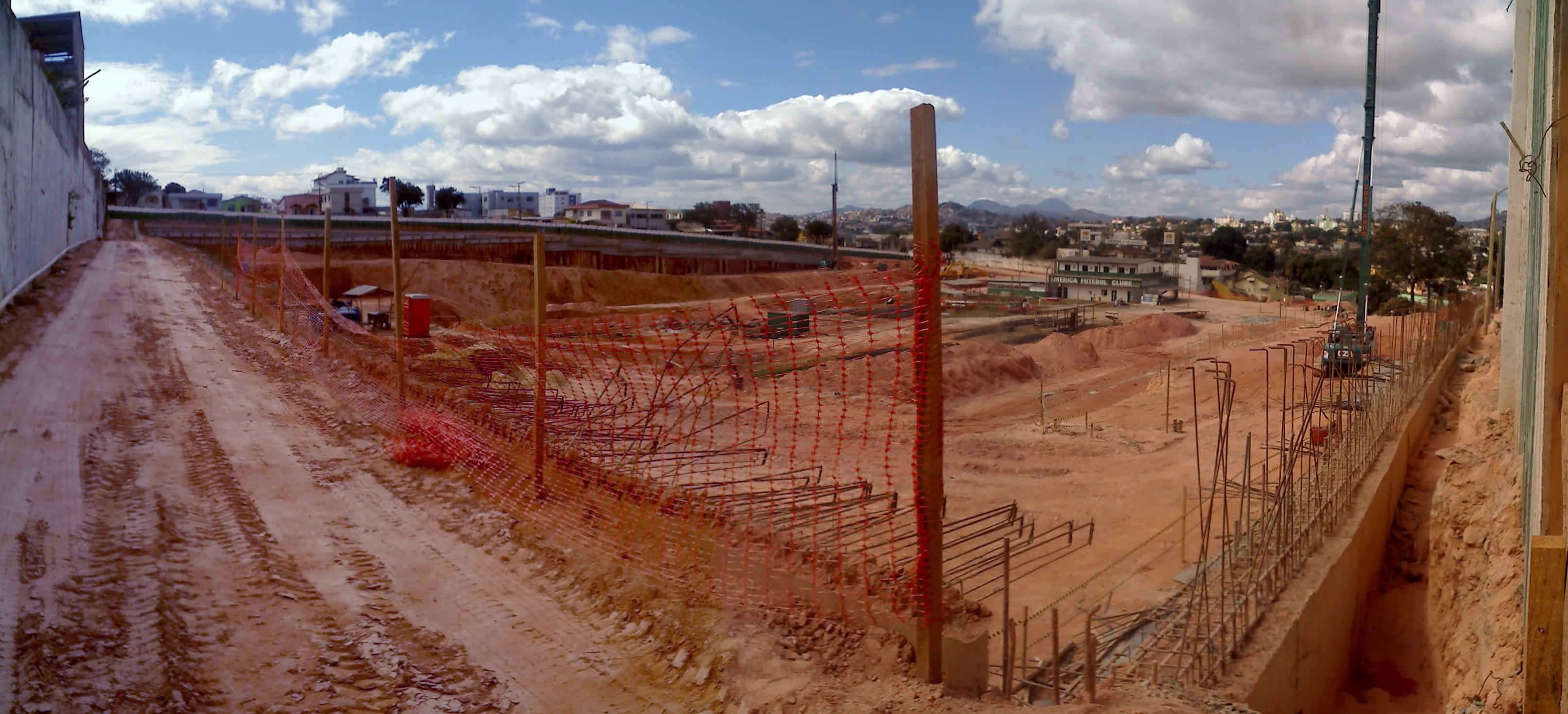